# Кордоба (Аржентина)
Вижте пояснителната страница за други значения на Кордоба.
Кордоба (на испански: Córdoba, изговаря се Ко̀рдоба), известен също и като Ко̀рдова, е град в Аржентина, главен град на едноименната провинция Кордоба.
Разположен е в Северна Аржентина. Втори по население след столицата Буенос Айрес, център на метрополен регион с 2 420 052 жители през 2022 г.
Голям железопътен възел. Металообработване, химическа и кожарска промишленост. Обсерватория.

## Известни личности
Родени в Кордоба
- Освалдо Ардилес (р. 1952), футболист
- Инес Горочатеги (р. 1973), тенисистка
- Фабрисио Колочини (р. 1982), футболист
- Хосе Кучуфо (1961 – 2004), футболист
- Мигел Овиедо (р. 1950), футболист
- Хавиер Пасторе (р. 1989), футболист
- Арналдо Расковски (1907 – 1995), психоаналитик
- Оскар Руджери (р. 1962), футболист
- Лионел Феро (р. 1995), актьор
- Факундо Гамабанде (р. 1990), актьор, певец и танцьор

Починали в Кордоба
- Ернесто Видал (1921 – 1974), футболист
- Артуро Умберто Илия (1900 – 1983), политик
- Хуан Лареа (1895 – 1980), поет